# The Treniers
The Treniers est un groupe de rhythm and blues et de rock 'n' roll américain des années 1940 et 1950, composé des frères jumeaux Claude et Clifford (nés le 14 juillet 1919) et de leur cadet Milt Trenier.

## Biographie
Nés à Mobile (Alabama), les jumeaux sont issus d'une famille de musiciens. Leur père Deny joue du cor baryton dans une fanfare et leur mère joue du piano. Leur frère aîné Buddy chante dans les clubs voisins. Ils partent à Montgomery pour étudier à l'Université d'État. Ils préfèrent jouer de la musique et sont renvoyés en 1941. Claude est engagé comme chanteur dans l'orchestre de Jimmie Lunceford en 1944, et grave son premier disque à New York. Cliff est engagé à son tour. Ils enregistrent Buzz, Buzz, Buzz en février 1945. Le disque ne sortira qu'en 1949. En 1946, Claude chante sur Weird Nightmare de Charlie Mingus. Il se produit dans les boîtes de Los Angeles, seul ou avec Joe Liggins & his Honeydrippers.
En 1947, il est rejoint par Clifford et par Don Hill au saxophone alto et Gene Gilbeaux au piano, rencontrés à l'université de Montgomery. Ils forment le groupe The Treniers Twins et signent chez Mercury Records où ils sortent cinq disques jusqu'en 1950. Puis ils partent chez Okeh. Leur frère cadet Milt les ayant rejoint, ils se rebaptisent The Treniers. En 1951, ils sortent Go! Go! Go!, un vrai morceau de rock 'n' roll, suivi de Hadacol That's All, Rockin' On Saturday Night, Rockin' Is Our Business, Poon-Tang et quantité d'autres jusqu'en 1955. La firme ayant mis la clé sous la porte, ils arrivent chez Epic Records où ils enregistrent quatre nouveaux 45 tours et un album : The Treniers On T.V. parmi lesquels figure la version originale de Rock-A-Beatin' Boogie (enregistrée en décembre 1953), sortie une première fois début 1954 (en France en mai 1954), soit environ deux ou trois mois avant celle des Esquire Boys incluant deux ex Comets : Danny Cedrone et Bob Scaltrito.
La suite de leur carrière est partagée entre de nombreuses maisons de disques, dont Brunswick Records. Ils sortent un second album chez Dot en 1958 (The Treniers Souvenir Album) et tournent en Grande-Bretagne en première partie de Jerry Lee Lewis. Ils apparaissent dans plusieurs films, dont La Blonde et moi, puis sortent leur dernier disque en 1964 chez Ronn. Avant tout un groupe de scène, leurs enregistrements peinent à rendre la folie qui est la leur et leurs disques ne se vendent pas très bien.
Ils continuent à écumer les clubs dans tout le pays et créent dans les années 1970 leur propre label, Mobile, où ils sortent deux nouveaux albums en public. Milt les a quittés pour monter un club à Chicago, leur frère Buddy et leur neveu Skip les ont rejoints. En 1981, ils se produisent 365 soirs d'affilée. Ils continuent encore à chanter jusqu'à la fin des années 1990.
Claude et Cliff Trenier meurent tous deux à Las Vegas; Claude le 17 novembre 2003, et Cliff le 2 mars 1983. Milt se retire de la scène en 2017, à l'âge de 70 ans.

## Membres
- Claude Trenier (14 juillet 1919 - 17 novembre 2003) - chant[8]
- Cliff Trenier (14 juillet 1919 - 2 mars 1983) - chant[8]
- Don Hill (° 6 décembre 1921) - 18 juin 2021) - sax alto
- Gene Gilbeaux (1922-1991) - piano
- Herman Washington - guitare
- Shifty Henry (4 octobre 1921 - 30 novembre 1958) - guitare basse
- Henry (Tucker) Green - batterie
- Milt Trenier (° 19 janvier 1930) - chant
- James (Jimmy) Johnson (1921 - 18 juin 1993)- guitare basse
- Mickey Baker (15 octobre 1925 - 27 novembre 1912) - guitare
- Buddy Trenier (Constantine Maxwell Trenier, 11 décembre 1913 - 15 mars 1999) - chant baryton[8]
- Skip Trenier (° 1937)
- Jack Holland - piano
- Stan Richards - guitare
- Walter "Chip" Cole (9 juin 1930 - 13 septembre 2011) - basse
- Dave Akins (15 mai 1934 - 17 septembre 2007) - batterie
- Harold "George Hack" Jackson (° 1924) - basse
- Billy Jackson (° 1929)

## Filmographie
The Treniers jouent et chantent dans plusieurs films musicaux.
- 1956 : La Blonde et moi (The Girl Can't Help It) de Frank Tashlin.
- 1956 : Don't Knock the Rock de Fred F. Sears.
- 1957 : Calypso Heat Wave, de Fred F. Sears.
- 1959 : Juke Box Rhythm, d'Arthur Dreifuss.